# Река успомена (филм)
Река успомена (енгл. A River Runs Through it) је амерички филм из 1992. у режији Роберта Редфорда. У главним улогама су Крејг Шефер, Бред Пит, Том Скерит, Бренда Блетин и Емили Лојд. Филм је заснован на истоименој аутобиографској новели Нормана Маклина.
Радња филма се одвија у Мизулију у западној Монтани и прати причу о двојици синова презвитеријанског свештеника и њиховом одрастању у Америци у периоду од Првог светског рата (1917-1918) до раних дана Велике кризе (1929-1941).
Филм је добио Оскара за најбољу фотографију 1993. Такође је номинован и за друга два Оскара, најбоља оригинална музика и најбољи адаптирани сценарио. Филм је у Америци зарадио 43.440.294 долара.

## Радња
Радња филма се одвија у Сједињеним Државама почетком 20. века у малом граду на Биг Риверу Блекфут у Монтани. Два брата - Норман и Пол одрастају у строгој породици презбитеријанског свештеника. Ујутру су у школи трпали библијске заповести, а после подне се препустили свом хобију – пецању.
Године пролазе. Пол постаје репортер локалних новина. Норман је наставник књижевности. Браћа имају потпуно различите личности. Норман је мирна и уравнотежена особа која живи у складу са рутином. Пол је необузданог и непредвидивог расположења и више воли да проводи време у весељу и пићу. Међутим, уједињује их једна страст из детињства за пецање на мушицу.

## Улоге
| Глумац        | Улога            |
| ------------- | ---------------- |
| Крејг Шефер   | Норман Маклин    |
| Бред Пит      | Пол Маклин       |
| Том Скерит    | Свештеник Маклин |
| Бренда Блетин | гђа Маклин       |
| Емили Лојд    | Џеси Бернс       |